# Pinky (película)
Pinky es una película dramática estadounidense en 1949 dirigida por Elia Kazan y producida por Darryl F. Zanuck, con guion escrito por Philip Dunne y Dudley Nichols, basada en la novela Quality de Cid Ricketts Sumner. La película está protagonizada por Jeanne Crain en el papel principal y acompañado por Ethel Barrymore, Ethel Waters y William Lundigan.
Pinky generó mucha polémica desde su estreno, sobre todo a causa de las relaciones raciales y la elección de Crain en el papel de mujer negra. A pesar de eso, tanto Crain como Barrymore y Waters fueron nominada a los Premios Óscar por sus interpretaciones.

## Argumento
Pinky es una afroamericana lo suficientemente clara como para pasar por una blanca. Vuelve a su ciudad natal como enfermera y cuida de Miss, una anciana que la convierte en su heredera. Pero a la muerte de esta, su herencia está discutida.

## Reparto
- Jeanne Crain: Patricia ‘Pinky’ Johnson
- Ethel Barrymore: Miss Em
- Ethel Waters: Pinky’s Granny
- William Lundigan: Dr. Thomas Adams
- Basil Ruysdael: Juez Walker
- Kenny Washington: Dr. Canady
- Nina Mae McKinney: Rozelia
- Griff Barnett: Dr. Joe McGill
- Frederick O’Neal: Jake Walters
- Evelyn Varden: Melba Wooley
- Raymond Greenleaf: Juez Shoreham
- Juanita Moore: enfermera (sin acreditar)

## Producción
El éxito de la película de Kazan La barrera invisible incita a Zanuck a atacar el problema del racismo y escoge a John Ford como director. Pero Ford no se siente cómodo en la película. Zanuck dijo al respecto: «Se trataba de una diferencia de opinión profesional. Los negros de Ford eran como la tía Jemima. Caricaturas. Pensé que tendríamos graves problemas. Jack (John Ford) me dijo: "Pienso que es mejor poner a alguien más indicado en la película." Y le respondí: "Acabamos la jornada", y he retirado a Ford de la película. Algunos escenógrafos son destacables en ciertos ámbitos y totalmente impotentes en otros.» Kazan fue el encargado de reemprender la película.
- En un primer momento Lena Horne fue preseleccionada para interpretar a Pinky, pero se pensó que una actriz blanca resultaría más atractiva para el público blanco.

## Acogida de la crítica
La película tuvo mucho éxito en el sur de los Estados Unidos, pero fue prohibida por la ciudad de Marshall, Texas, debido a su temática. Allí, W.L. Gelling regentaba el Teatro Paramount, donde los negros estaban restringidos a sentarse en el anfiteatro. Gelling reservó Pinky para su exhibición en febrero de 1950, un año en el que la Primera Enmienda no protegía las películas, según el caso "Mutual Film Corporation v. Comisión Industrial de Ohio" (1915).
La Comisión de la Ciudad de Marshall "reactivó" la Junta de Censores, establecida por una ordenanza de 1921, y designó a cinco nuevos miembros que exigieron la presentación de la imagen para su aprobación. La junta desaprobó su exhibición, declarando por escrito su «opinión unánime de que dicha película es perjudicial para los mejores intereses de los ciudadanos de la ciudad de Marshall». Gelling, no obstante, exhibió la película y fue acusado de un delito menor.
Tres miembros de la Junta de Censores declararon que se opusieron a la imagen porque muestra un hombre blanco que conserva su amor por una mujer después de enterarse de que es negra, un hombre blanco besando y abrazando a una mujer negra, y dos rufianes blancos agrediendo a Pinky después de que ella les ha dicho que es de color. Gelling fue condenado y multado con 200 dólares. Apeló la condena ante la Corte Suprema de Estados Unidos.
Después de que Gelling presentara su apelación, el tribunal decidió el caso histórico de libertad de expresión de "Joseph Burstyn, Inc v. Wilson" (1952) que extendió la protección de  Primera Enmienda a las películas. Posteriormente, el tribunal anuló la condena de Gelling.

## Premios y distinciones
Premios Óscar
| Año  | Categoría               | Persona         | Resultado |
| ---- | ----------------------- | --------------- | --------- |
| 1950 | Mejor actriz            | Jeanne Crain    | Nominado  |
| 1950 | Mejor actriz de reparto | Ethel Barrymore | Nominada  |
| 1950 | Mejor actriz de reparto | Ethel Waters    | Nominada  |